# Blechnum maximum
Blechnum maximum là một loài dương xỉ trong họ Blechnaceae. Loài này được J. Sm. ex C. Chr. Christenh. mô tả khoa học đầu tiên năm 2011.